# Wilhelm Gottlieb Korn

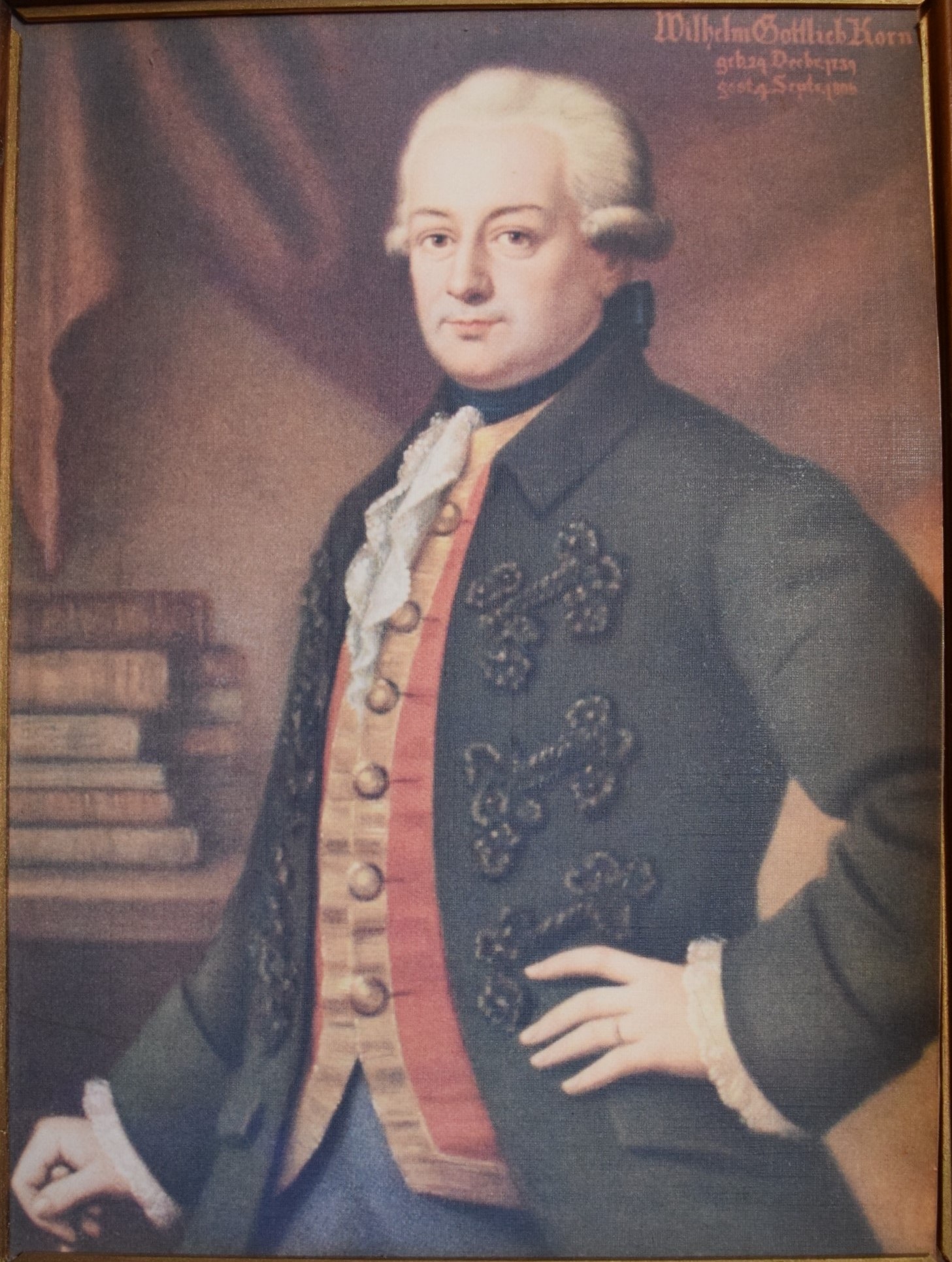
Porträt von Wilhelm Gottlieb Korn

Wilhelm Gottlieb Korn (* 26. Dezember 1739 in Breslau, Fürstentum Breslau; † 4. September 1806 ebenda, Provinz Schlesien) war ein deutscher Buchhändler und Herausgeber.

## Leben
Wilhelm Gottlieb Korn war der Sohn des Buchhändlers und Herausgebers Johann Jacob Korn (1702–1768) und dessen Ehefrau Susanne Margarethe geborene Ihlenfeld. Nach der Ausbildung in der Firma seines Vaters ging der nach Warschau, wo er bei Michael Gröll praktizierte. In den folgenden vier Jahren knüpfte er auf dem polnischen Büchermarkt geschäftliche Kontakte. Zurück in Breslau übernahm er 1762 die Buchhandlung seines Vaters. Neben den deutschsprachigen, für den preußischen Markt bestimmten Büchern begann er Bücher in polnischer wie auch in anderen osteuropäischen Sprachen herauszugeben.
1763 benannte er seine Firma in „Firma Wilhelm Gottlieb Korn“ um. Die Firma bestand in Breslau bis 1945, der letzte Inhaber war der 1945 verstorbene Richard von Bergmann-Korn, Wilhelms Urururenkel, der die Firma Bergstadtverlag benannte. 1950 entstand die Buchhandlung unter dem Namen Bergstadtverlag Wilhelm Gottlieb Korn wieder.
Wilhelm Gottlieb Korn war auch Herausgeber der Schlesischen Zeitung. In polnischer Sprache gab er Werke von Klemens Janicki, Franciszek Siarczyński und Jan Daniel Janocki heraus, wie auch – meistens aus dem Französischen übersetzte – Schulbücher und Jugendliteratur.
Er unterhielt Vertretungen in Warschau bei Michael Gröll, in Lemberg und in Posen. Ab 1790 übergab er die Firmenleitung seinem Sohn Johann Gottlieb Korn (1765–1837).
Am 4. März 1793 erhielt die Firma eine Genehmigung für den Betrieb einer Buchdruckerei. Seit der 1800er Jahrhundertwende unterhielt die Firma eine Zusammenarbeit mit dem Philologen Jerzy Samuel Bandtkie, der seit 1798 in Breslau wohnte.
Wilhelm Gottlieb Korn heiratete 1762 die Tochter eines Breslauer Beamten Karoline Elisabeth geb. Pfitzner und wurde Vater von drei Söhnen: Johann Gottlieb, Friedrich Wilhelm und Julian Ferdinand.
Johann Gottlieb Korn erbte 1806 die Firma und führte sie unter dem gleichen Namen weiter.

## Veröffentlichungen
- Joseph Baretti u. a.: Beschreibung der Sitten und Gebräuche in Italien. Aus der zweyten Englischen Ausgabe übersetzt, und mit Anmerkungen und Zusätzen begleitet von Johann Gottlieb Schummel, Professor der Geschichte bei der Ritter-Academie zu Lignitz. Theil 1, Korn, Breslau 1781. (Digitalisat Universität Halle)
- Joseph Baretti u. a.: Beschreibung der Sitten und Gebräuche in Italien. Aus der zweyten Englischen Ausgabe übersetzt, und mit Anmerkungen und Zusätzen begleitet von Johann Gottlieb Schummel, Professor der Geschichte bei der Ritter-Academie zu Lignitz. Theil 2, Korn, Breslau 1781. (Digitalisat Universität Halle)